# Mahinda
Mahinda (pāli, sanscrito: महिन्द्र; Mahindra; Magadha, attuale Bihar, III secolo a.C. – Sri Lanka, II secolo a.C.) è stato un monaco buddhista. Fu lui che portò il buddhismo nell'isola di Sri Lanka.
Era figlio dell'imperatore Aśoka e Devi dell'Impero Maurya, che dopo la conquista di gran parte del subcontinente indiano abbracciò l'insegnamento del Buddha.

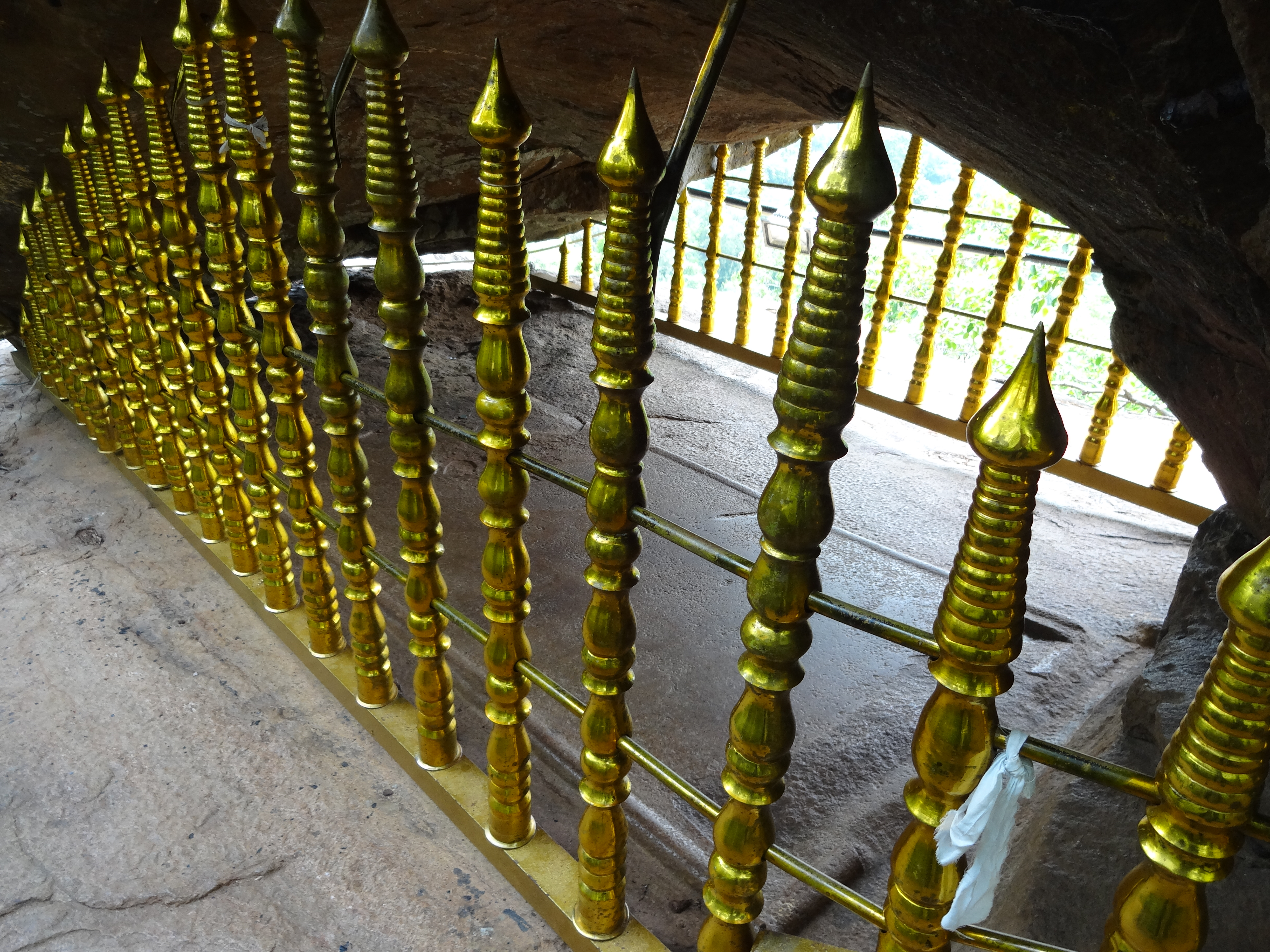
Il letto di Mahinda a Mihintale

Dalle cronache singalesi si apprende che l'iniziativa della missione in Sri Lanka fu del sovrano Aśoka, il quale a sua volta accolse l'invito a fare tanto espresso dal monaco Moggaliputta Tissa. Accompagnavano Mahinda sei altri missionari: i thera (monaci anziani) Iṭṭhiya, Uttiya, Sambala di Bhaddasāla, il novizio Sumana Sāmanera, figlio di Sanghamitta, e Bhaṇḍuka Upāsaka, figlio della sorella di una sua zia. La missione portò con sé delle reliquie, tra le quali la ciotola del Buddha, e testi del canone buddhista. In segno di apprezzamento per gl'insegnamenti ricevuti, il re Devānampiya Tissa offerse ai monaci il monastero di Mahāmeghavana di Anurādhapura perché vi potessero risiedere, che divenne in seguito il monastero di Mahāvihāra. Trascorsi ventisei giorni al Mahāmeghavana, Mahinda si recò a Mihintale, dove fondò il monastero di Cetiyagiri Vihāra.
Oltre alla fondazione del buddhismo srilankese, a Mahinda si attribuisce il merito d'aver introdotto in Sri Lanka i principali elementi della cultura indiana che all'epoca aveva raggiunto il culmine: l'architettura (soprattutto in relazione alla costruzione di edifici religiosi) e la letteratura. L'erudito monaco Buddhaghosa gli attribuisce la traduzione in lingua singalese dei commentari del Canone buddhista che aveva portato con sé dall'India. È considerato il padre della letteratura singalese e si ritiene abbia introdotto in Sri Lanka l'alfabeto di Aśoka.
Una sua sorella, la monaca Saṃghamitta, lo seguì in una missione successiva, portando con sé un germoglio dell'Albero della Bodhi e avviando l'ordine monastico femminile nell'isola. Un resoconto di queste missioni, avvenute durante il regno del re singalese Devānampiya Tissa, è contenuto nella più antica cronistoria singalese pervenutaci, il Dīpavaṃsa, "La storia dell'Isola", composto in lingua pāli a più riprese fino al IV secolo d.C.
Secondo le cronache srilanchesi Mahinda morì a 80 anni nell'ottavo anno di regno del re Uṭṭiya dello Sri Lanka. Alla guida del sangha gli successero il monaco Arittha e quindi i monaci Isidatta, Kālasumena, Dīghanāma e Dīghasumana.

## Feste
Per tramandarne e onorarne la memoria, Sri Meghavaṇṇa, figlio del re dello Sri Lanka Mahāsena (metà IV secolo d.C.), istituì la Festa di Mahinda e fece costruire una sua statua d'oro a grandezza naturale. Dopo che diverse processioni l'ebbero fatta circolare per vari monasteri dell'isola, la statua fu portata nel monastero di Mahāvihāra dove furono costruite le statue che rappresentavano gli altri membri della missione di Mahinda. Dopo essere stata abbandonata per del tempo, la Festa di Mahinda è stata ripresa nel secolo scorso.